# Darren Peacock
Darren Peacock (Bristol, 3 februari 1968) is een Engels voormalig voetballer die bij voorkeur centraal in de verdediging speelde. Hij speelde voor onder meer Queens Park Rangers, Newcastle United en Blackburn Rovers. 

## Clubcarrière
Peacock was in de jaren negentig actief in de Premier League met achtereenvolgens Queens Park Rangers, Newcastle United en Blackburn Rovers. 

### Queens Park Rangers
In het seizoen 1992/93, het eerste seizoen van de Premier League, eindigde centrumverdediger Darren Peacock met Queens Park Rangers op de vijfde plaats. Het waren tijden waarin de waardeverhoudingen even werden veranderd. Norwich City werd derde en Aston Villa zelfs tweede achter kampioen Manchester United.

### Newcastle United
Peacock verhuisde in 1994 naar Newcastle United, waar hij vervolgens enkele seizoenen de defensieve partner van de Belg Philippe Albert was. Peacock, met de typerende blonde lange manen, speelde 133 competitiewedstrijden voor The Magpies en beleefde enkele mooie seizoenen. Newcastle betaalde destijds £ 2.700.000 ,- voor de verdediger aan Queens Park Rangers. Het team waar Peacock deel van uitmaakte, werd "The Entertainers" genoemd. Zo werd de club in het seizoen 1995/96 onder leiding van Kevin Keegan tweede achter Manchester United. Daardoor mocht men deelnemen aan de UEFA Cup 1996/97. De club werd in de kwartfinales uitgeschakeld door het Franse AS Monaco. In 1996 werd hij door de fans van Newcastle uitgeroepen tot "Speler van het Jaar".
Peacock plaatste zich met Newcastle ook voor de UEFA Champions League 1997/98 (een poule met Barcelona, PSV en Dynamo Kiev) nadat in de competitie opnieuw de tweede plaats behaald werd. Engelse teams deden het in die mate goed, dat er een extra ticket voor de Champions League was vrijgekomen. Newcastle overleefde de poulefase niet. Na drie eervolle jaren als verdediger van Newcastle, met spelers als Alan Shearer, Les Ferdinand, Keith Gillespie en de Colombiaan Faustino Asprilla als makkers, had Peacock geen plaats meer onder Keegans opvolger Kenny Dalglish. Keegan vertrok in januari 1997 haast letterlijk "met de noorderzon".

### Blackburn Rovers
Kenny Dalglish veranderde het geweer van schouder en haalde de meeste spelers die onder Keegan speelden uit het elftal. Hieronder viel ook Peacock, die in 1998 naar Blackburn Rovers vertrok.
Peacock speelde 47 competitiewedstrijden voor Blackburn Rovers van 1998 tot 2000, maar kreeg toen ook af te rekenen met allerhande blessures. In 1999 degradeerde Blackburn Rovers – dat aanvoerder Tim Sherwood in de winterstop naar Tottenham zag vertrekken – bovendien uit de Premier League. Peacock zette in 2000 een punt achter zijn loopbaan, nadat Blackburn Rovers de door blessures geplaagde verdediger had verhuurd aan West Ham United en Wolverhampton Wanderers.
Een blessure aan een halswervel met risico op verlamming, na een botsing met zijn eigen Wolves-doelman Michael Oakes tegen Fulham, betekende in december 2000 het einde van de loopbaan van de op dat moment 32-jarige Peacock.

## Trainerscarrière
Peacock probeerde het in 2013 als trainer van de semiprofessionele club Lancaster City en bleef in functie tot 2015 met Trevor Sinclair als assistent.